# Matthias Bernegger
Matthias Bernegger (en latín: Bernegerus también Mateo; Hallstatt, Salzkammergut, 8 de febrero de 1582-Estrasburgo, 5 de febrero de 1640) fue un filólogo, astrónomo y profesor universitario alemán, autor de numerosas obras matemáticas en latín. 

## Semblanza
La familia de Bernegger, de confesión protestante, fue expulsada del reino de los Habsburgo durante la contearreforma, pasando a formar parte de los denominados exulanten. Se asentaron en Regensburg, en cuyo liceo se educó Bernegger. En 1599, con diecisiete años de edad, empezó estudios en Estrasburgo, principalmente en los campos de la filología y de las ciencias naturales. Fascinado por la astronomía, entró en contacto con Johannes Kepler y con Wilhelm Schickard.
Ya en 1612, Bernegger había traducido del italiano al latín una obra escrita en 1606 por Galileo Galilei, el Tractatus de proporcionadaum instrumento.
En 1632, a través de su amiga mutua Elia Diodati, Galileo le pidió a Bernegger que tradujera su Diálogo (Diálogo sobre los dos máximos sistemas del mundo) del italiano al latín. Para encubrir la participación de Galileo, en el prefacio de la obra se afirmaba que uno de los alumnos de Peter Crüger, Benjamin Engelcke, había viajado en 1632 a Italia, había conocido a Galileo y había llevado el libro a Bernegger para persuadirle de que lo tradujera, sin el permiso de Galileo. 
Bernegger era conocido por sus ediciones de escritores clásicos como Tácito y por su correspondencia con diversos eruditos. Entre sus alumnos estaban el silesiano Daniel Czepko von Reigersfeld (1605-1660), Johann Freinsheim, Johann Michael Moscherosch, Martin Opitz y el prusiano Robert Roberthin (1600-1648). 
Desde 1607, al igual que su colega Kaspar Brülow (1585-1627), se dedicó a la docencia en el Liceo Protestante, antes de ser reclamado en 1616 por la Academia de Estrasburgo, que en 1621 se convirtió en una universidad. 
Bernegger también estuvo interesado en la política, y durante la Guerra de los Treinta Años intentó negociar con los franceses. Como pacifista, se opuso a Caspar Schoppe, quien realizó una proclama a favor de la guerra santa contra los protestantes. 

## Obras (selección)
(Véase la lista)
- Manuale Mathematicum ... Allen Bauvnd Kriegsverständigen ... vnd andern Kunstliebenden en Teutscher Sprach. Estrasburgo, 1612
- Tuba Pacis, occio Scioppiano Belli Sacri Classico. Estrasburgo, 1621 (contra Caspar Schoppe)
- Systema cosmicum, Authore Galilaeo Galilei. Estrasburgo, 1635 (traducción al latín del Dialogo en italiano de Galilei (Diálogo sobre los dos máximos sistemas del mundo)[4][5][6]

## Correspondencia
- Hugonis Grotii y Matthiae Berneggeri Epistolae. Estrasburgo, 1667
- Epistolas J. Keppleri y M. Berneggeri. Estrasburgo, 1672
- Epistolas W. Schickarti y M. Berneggeri. Estrasburgo, 1673

## Lecturas relacionadas
- Carl Bünger: Matthias Bernegger. Ein Bild aus dem geistigen Leben Straßburgs zur Zeit des 30jährigen Krieges . Straßburg 1893
- Waltraud Foitzik: <Tuba pacis>. Matthias Bernegger und der Friedensgedanke des 17. Jahrhunderts . Diss. Münster 1955
- Gerhard Meyer: Die Entwicklung der Straßburger Universität . Heidelberg 1926
- Franz Xaver von Wegele (1875), «Bernegger, Mathias», Allgemeine Deutsche Biographie (ADB) (en alemán) 2, Leipzig: Duncker & Humblot, pp. 412-413.
- Christian Hallier (1955). «Bernegger, Matthias». Neue Deutsche Biographie (NDB) (en alemán) 2. Berlín: Duncker & Humblot. pp. 106-107.
- Gerhard Dünnhaupt: Matthias Bernegger (1582–1640), en: Personalbibliographien zu den Drucken des Barock, Bd. 1) Stuttgart: Hiersemann 1990, S. 490-533. ISBN 3-7772-9013-0